# Bahnstrecke Colmar–Metzeral
| Triebwagen X 73504 im Bahnhof Metzeral |                      |                                        |                                    |
| Streckennummer (SNCF): | 119 000              |                                        |                                    |
| Kursbuchstrecke (SNCF): | 191                  |                                        |                                    |
| Streckenlänge: | 24,156 km            |                                        |                                    |
| Spurweite: | 1435 mm (Normalspur) |                                        |                                    |
| Streckenklasse: | D4                   |                                        |                                    |
| Maximale Neigung: | 20 ‰                 |                                        |                                    |
| Streckengeschwindigkeit: | 100 km/h             |                                        |                                    |
| Zweigleisigkeit: | nein                 |                                        |                                    |
| |                      |                                        |                                    |
| \| \| \| von Basel \| \| \| \| \| von Ensisheim und von Neuf-Brisach \| \| \| \| 65,817 -0,392 \| Colmar ⊙ \| 197 m \| \| \| -0,281 \| nach Strasbourg \| nach Strasbourg \| \| \| 0,000 \| \| \| \| \| 0,751 \| Colmar-Saint-Joseph ⊙ \| 199 m \| \| \| 1,800 \| Colmar-Mésanges ⊙ \| 206 m \| \| \| 2,738 \| Logelbach ⊙ \| 211 m \| \| \| 4,450 \| Ingersheim ⊙ \| 225 m \| \| \| 5,871 \| Turckheim ⊙ \| 237 m \| \| \| 7,500 \| Saint-Gilles (Lycée) ⊙ \| 261 m \| \| \| 8,345 \| Saint-Gilles ⊙ \| 269 m \| \| \| 10,433 \| Walbach la Forge ⊙ \| 279 m \| \| \| 12,730 \| Wihr-au-Val-Soultzbach-les-Bains ⊙ \| 310 m \| \| \| 15,532 \| Gunsbach-Griesbach ⊙ \| 345 m \| \| \| 17,145 \| Munster Badischhof ⊙ \| 365 m \| \| \| 18,082 \| Fecht (86 m) \| Fecht (86 m) \| \| \| 18,539 \| Munster ⊙ \| 383 m \| \| \| \| Bahnstrecke Munster–Col de la Schlucht \| 1000 mm \| \| \| 19,686 \| Luttenbach-près-Munster ⊙ \| 403 m \| \| \| 21,097 \| Breitenbach (Ht-Rhin) ⊙ \| 430 m \| \| \| 22,448 \| Muhlbach-sur-Munster ⊙ \| 454 m \| \| \| 24,156 \| Metzeral ⊙ \| 480 m \| |                      |                                        |                                    |
| Strecke |                      | von Basel                              | von Basel                          |
| Abzweig geradeaus und von links |                      | von Ensisheim und von Neuf-Brisach     | von Ensisheim und von Neuf-Brisach |
| Bahnhof | 65,817 -0,392        | Colmar ⊙                               | 197 m                              |
| Abzweig geradeaus und nach rechts | -0,281               | nach Strasbourg                        | nach Strasbourg                    |
| Kilometer-Wechsel | 0,000                |                                        |                                    |
| Haltepunkt / Haltestelle | 0,751                | Colmar-Saint-Joseph ⊙                  | 199 m                              |
| Haltepunkt / Haltestelle | 1,800                | Colmar-Mésanges ⊙                      | 206 m                              |
| Haltepunkt / Haltestelle | 2,738                | Logelbach ⊙                            | 211 m                              |
| Haltepunkt / Haltestelle | 4,450                | Ingersheim ⊙                           | 225 m                              |
| Bahnhof | 5,871                | Turckheim ⊙                            | 237 m                              |
| Haltepunkt / Haltestelle | 7,500                | Saint-Gilles (Lycée) ⊙                 | 261 m                              |
| ehemaliger Haltepunkt / Haltestelle | 8,345                | Saint-Gilles ⊙                         | 269 m                              |
| Haltepunkt / Haltestelle | 10,433               | Walbach la Forge ⊙                     | 279 m                              |
| Haltepunkt / Haltestelle | 12,730               | Wihr-au-Val-Soultzbach-les-Bains ⊙     | 310 m                              |
| Haltepunkt / Haltestelle | 15,532               | Gunsbach-Griesbach ⊙                   | 345 m                              |
| Haltepunkt / Haltestelle | 17,145               | Munster Badischhof ⊙                   | 365 m                              |
| Brücke über Wasserlauf | 18,082               | Fecht (86 m)                           | Fecht (86 m)                       |
| Kopfbahnhof Streckenanfang (Strecke außer Betrieb) · Bahnhof | 18,539               | Munster ⊙                              | 383 m                              |
| Strecke nach rechts (außer Betrieb) · Strecke |                      | Bahnstrecke Munster–Col de la Schlucht | 1000 mm                            |
| Haltepunkt / Haltestelle | 19,686               | Luttenbach-près-Munster ⊙              | 403 m                              |
| Haltepunkt / Haltestelle | 21,097               | Breitenbach (Ht-Rhin) ⊙                | 430 m                              |
| Haltepunkt / Haltestelle | 22,448               | Muhlbach-sur-Munster ⊙                 | 454 m                              |
| Kopfbahnhof Streckenende | 24,156               | Metzeral ⊙                             | 480 m                              |

Die Bahnstrecke Colmar–Metzeral ist eine französische Eisenbahnstrecke, die die Städte Colmar und Metzeral über Munster verbindet. Die Strecke hatte die Nummer 34 unter der Réseau ferroviaire d’Alsace-Lorraine.

## Geschichte
Der Streckenabschnitt Colmar–Munster wurde am 3. Dezember 1868 in Betrieb genommen. Die Strecke gehörte der Stadt Münster, die sie dem Deutschen Reich zum 12. Dezember 1871 für 2,16 Mio. Mark verkaufte. Dieses integrierte sie in die neu gegründeten Reichseisenbahnen in Elsaß-Lothringen. Unter der neuen Eigentümerin wurde am 1. November 1893 die Verlängerung nach Metzeral eröffnet.
In Munster zweigte die Münsterschluchtbahn hinauf zum Col de la Schlucht ab. Sie wurde 1907 eröffnet, aber 1914 im Ersten Weltkrieg zerstört und nicht wieder aufgebaut.
Bis ins Jahr 2000 waren auf der Strecke noch X 4750 (EAD) im Einsatz. Seitdem kommen Triebwagen des Typs X 73500 der SNCF zum Einsatz.

## Infrastruktur

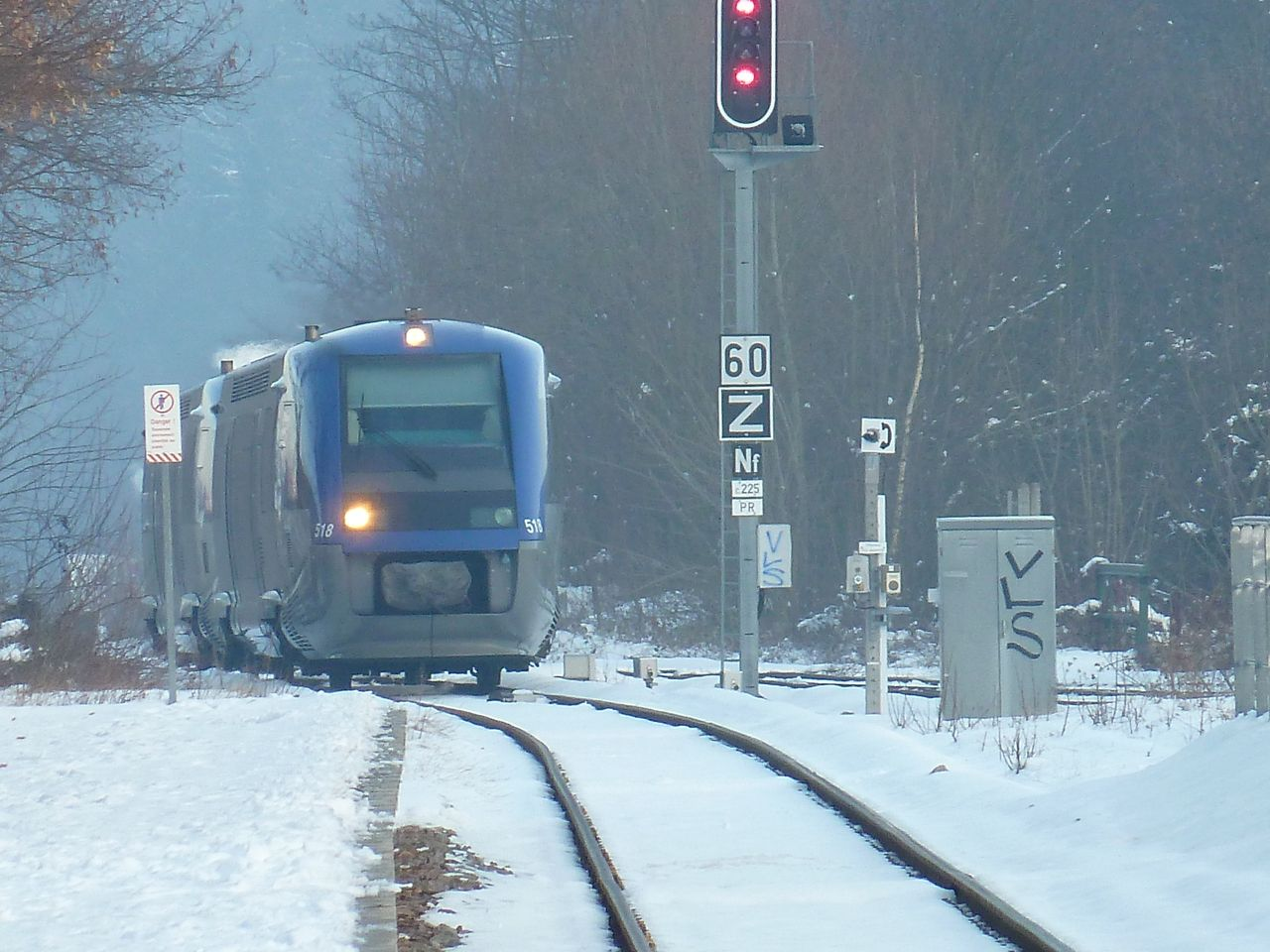
Ein Triebwagen fährt in den Bahnhof von Munster ein

Die Strecke ist eingleisig und nicht elektrifiziert. Auf dem Abschnitt Colmar–Munster kommt der „Bloc Automatique à Permissivité Restreinte (BAPR)“ zum Einsatz. Der Streckenabschnitt von Munster nach Metzeral wird als „Navette“ (Pendelzug) betrieben. Das heißt, dass auf diesem Streckenabschnitt sich jeweils nur ein Zug befinden kann. Die Höchstgeschwindigkeit von Colmar nach Turckheim liegt bei 70 km/h, von dort nach Munster bei 100 km/h und von Munster nach Metzeral bei 60 km/h. An der Strecke befinden sich 51 Bahnübergänge.

### Modernisierung
Im Jahr 2005 fanden umfangreiche Erneuerungsarbeiten an der Strecke statt. Die Haltepunkte Munster Badischhof und Colmar-Mésanges wurden im Zuge der Baumaßnahme neu errichtet. Der Haltepunkt Saint-Gilles wurde in Richtung Colmar verlegt, um näher am „Lycée agricole du Pflixbourg“ zu sein. Von Colmar nach Munster wurde der seit 1988 bestehende „Block Manuel de Voie Unique (BMVU)“ durch den BAPR ersetzt. Die Höchstgeschwindigkeit von Turckheim nach Munster wurde von 70 km/h auf 100 km/h erhöht. Im weiteren Streckenverlauf nach Metzeral konnte bis 2005 nur mit 40 km/h gefahren werden, seither sind 60 km/h möglich. Die Gleispläne von Turckheim und Munster wurden vereinfacht, in Turkheim wurde ein Gleis entfernt.

### Bahnhöfe
Es sind 16 Bahnhöfe und Haltepunkte in Betrieb. Sie sind mit LED-Zugzielanzeiger und Blindenleitstreifen  ausgestattet. Die einzigen Bahnhöfe, die noch Nebengleise besitzen, sind Metzeral, Munster und Turckheim. Einige Gemeinden haben mehrere Bahnhöfe an der Strecke so wie Colmar (drei), Wintzenheim (drei), Turckheim (zwei) und Munster (zwei).

## Betrieb
Die Strecke wird täglich von bis zu 20 TER-Grand-Est-Zügen pro Richtung befahren. Einige Züge wenden schon in Munster. Zum Einsatz kommen X-73500-Dieseltriebwagen in Einfach- oder Doppeltraktion. In jüngster Zeit kommen Dieseltriebwagen vom Typ X-76500 zum Einsatz.